# Югина вусата
Юги́на вусата (Yuhina flavicollis) — вид горобцеподібних птахів родини окулярникових (Zosteropidae). Мешкає в Гімалаях і Південно-Східній Азії.

## Опис

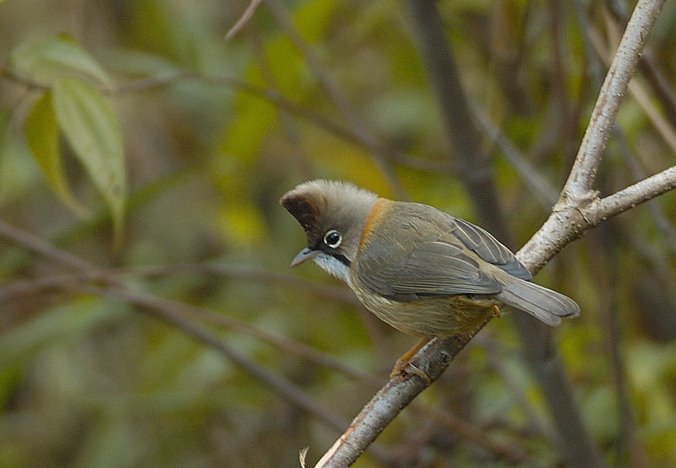
Вусата югина

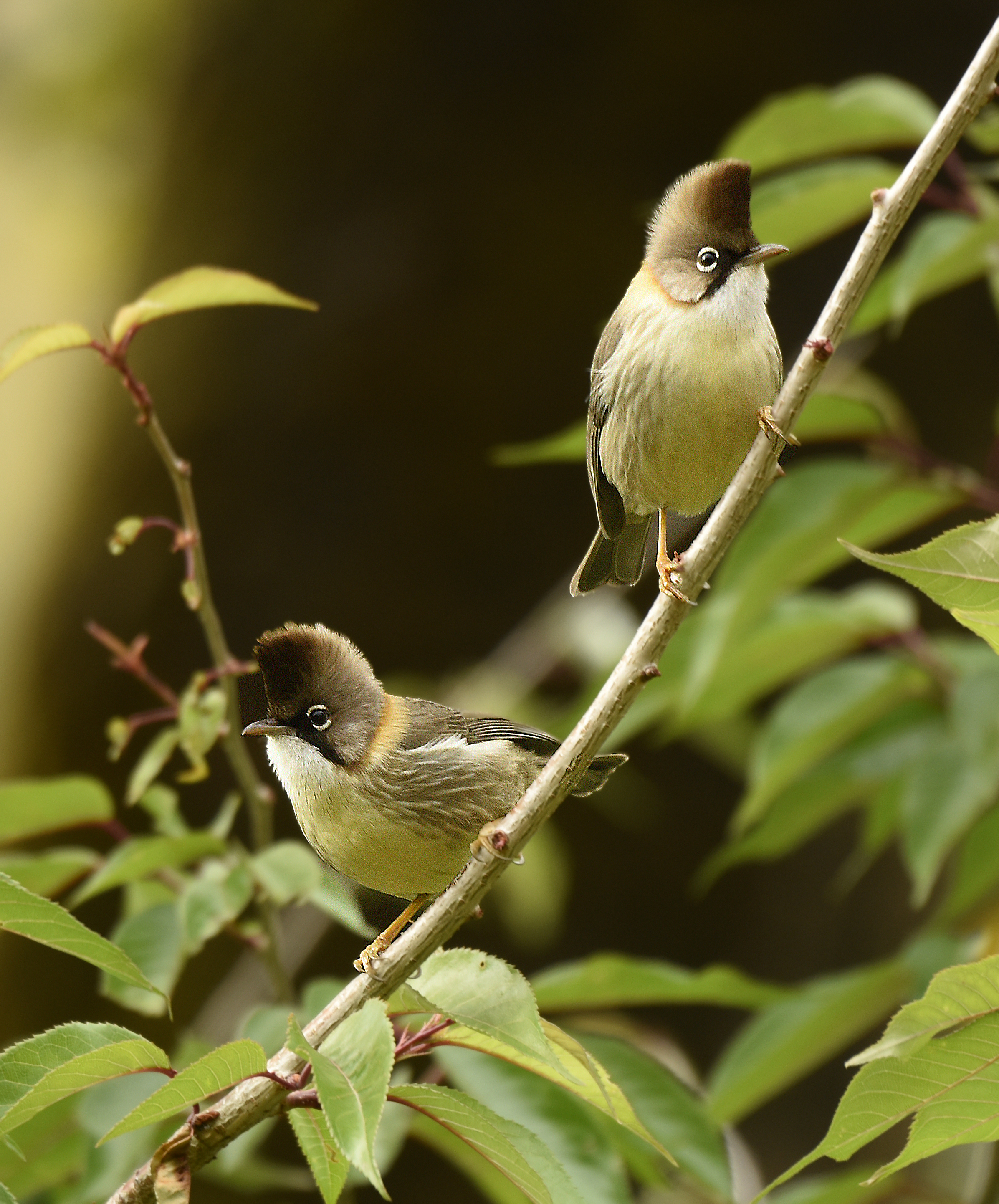
Вусіті югини

Довжина птаха становить 12-13,5 см. Голова сіра, верхня частина тіла оливково-сіра, горло біле, нижня частина тіла жовтувато-біла. На голові помітний темний чуб, під дзьобом чорні "вуса", навколо очей білі кільця. У представників номінативного підвиду задня частина шиї золотисто-жовта, у представників підвиду Y. f. albicollis жовтувато-біла.

## Підвиди
Виділяють п'ять підвидів:
- Y. f. albicollis (Ticehurst & Whistler, 1924) — західні і центральні Гімалаї;
- Y. f. flavicollis Hodgson, 1836 — східні Гімалаї і південно-східний Тибет;
- Y. f. rouxi (Oustalet, 1896) — від Північно-Східної Індії до північного Індокитаю;
- Y. f. rogersi Deignan, 1937 — північний Таїланд;
- Y. f. constantiae Ripley, 1953 — центральний Лаос.

Бірманська югина раніше вважалася конспецифічною з вусатою югиною, однак була визнана окремим видом.

## Поширення і екологія
Вусаті югини мешкають в Індії, Непалі, Бутані, Китаї, М'янмі, Бангладеш, Таїланді, Лаосі і В'єтнамі. Вони живуть у вологих гірських тропічних лісах. Зустрічаються зграйками по 3-5 птахів, в Індії на висоті від 1435 до 1980 м над рівнем моря, в Китаї на висоті від 1500 до 3050 м над рівнем моря. Іноді приєднуються до змішаних зграй птахів разом з югинами і фульветами. Живляться комахами та іншими безхребетними, а також ягодами, насінням і нектаром. Сезон розмноження триває з квітня по червень. Гніздо чашоподібне, зроблене з моху, розміщується на гілці або між гілочками, на висоті до 2 м над землею. В кладці 2-4 яйця.